# Németországi pártok listája
Németországban jelenleg többpártrendszer van, két nagy, öt kisebb, de jelentős és számos apróbb párttal.

## Pártok a Bundestagban (2025)
A német szövetségi parlamentbe, a Bundestagba a 2025-ös választásokon hat párt jutott. 
A Bundestag pártjai a megszerzett szavazatok arányával és az elnyert képviselői helyekkel. A számok sorrendje: szavazati arány a választókerületekben, szavazati arány a pártlistán, elnyert mandátumok.
- CDU/CSU
- AfD
- SPD
- Grüne
- Die Linke
- Dél-Schleswig Szavazói Szövetség (Südschleswigscher Wählerverband – SSW) – a németországi dán és fríz kisebbség pártja

## Kisebb pártok
- BSW
- FDP
- LKR
- Die PARTEI
- Republikánusok (Die Republikaner – REP)
- Német Szürke Párducok Pártja (Die grauen Panther – GRAUE)
- Német Család Párt (Deutsche Familienpartei)
- Német Állatjólét Párt (Tierschutzpartei)
- Bibliakövető Keresztények Pártja (Partei bibeltreuer Christen – PBC)
- Németország Anarchista Pogo Pártja (Anarchistische Pogo-Partei Deutschlands – APPD)
- Bajorország Párt (Bayernpartei)
- Német Centrum Párt (Deutsche Zentrumspartei – ZENTRUM)
- Német Kommunista Párt (Deutsche Kommunistische Partei – DKP)
- Keresztény Közép Párt (Christliche Mitte – CM)
- A polgárok csinálják a politikát (Bürger machen Politik)
- Polgári Jogok Mozgalom Szolidaritás (Bürgerrechtsbewegung Solidarität – BüSo)
- Ökológiai Demokrata Párt (Ökologisch-Demokratische Partei – ÖDP)
- Feminista Párt (Feministische Partei – DIE FRAUEN)
- Szabad Szavazók Uniója (Freie Wähler)
- Munka és Szociális Igazság Párt (Arbeit & soziale Gerechtigkeit – Die Wahlalternative – WASG)
- Jog és Rend Offenzíva Párt (Partei rechtsstaatlicher Offensive – Offensive D)
- Németország Marxista–Leninista Pártja (Marxistisch-Leninistische Partei Deutschlands – MLPD)
- A PÁRT (Die PARTEI) – A Titanic szatirikus magazin szerkesztői által kreált párt
- Szocialista Egyenlőség Párt  (Partei für Soziale Gleichheit – PSG)
- Német Kalózpárt (Piratenpartei Deutschland – PIRATEN )
- Német Bázisdemokrata Párt (Basisdemokratische Partei Deutschland – dieBasis )

## Korábbi politikai pártok

### Pártok a második világháború előtt
- Bajor Néppárt (Bayerische Volkspartei – BVP) – bajor regionális párt (1920-1933)
- Német Centrum Párt – (Deutsche Zentrumspartei vagy egyszerűen Zentrum) – kereszténydemokrata/konzervatív (1871-1947)
- Németország Kommunista Pártja (Kommunistische Partei Deutschlands – KPD) – kommunista (1919-1956)
- Communist Party Opposition (Kommunistische Partei-Opposition vagy KPD-Opposition – KPD-O, KPDO vagy KPO)- kommunista(pontos fennállása máig ismeretlen)
- Konzervatív Néppárt (Konservative Volkspartei, KVP) – konzervatív (1920-as évek vége-1932)
- Szabad Konzervatív Párt (Freikonservative Partei, FKP) – konzervatív (1866-1918)
- Német Munkások Általános Egyesülete (Allgemeiner Deutscher Arbeiterverein, ADAV) – szocialista (1863-1875)
- Németország Független Szociáldemokrata Pártja (Unabhängige Sozialdemokratische Partei Deutschlands, USPD) – szocialista (1917-1922)
- Német Konzervatív Párt (Deutsche Konservative Partei, DKP) – konzervatív (1918 előtt)
- Német Democratikus Párt (Deutsche Demokratische Partei, DDP) – baloldali-liberális (1918-1930, ezután Német Állam Párt, 1933-ig)
- Német Nemzeti Néppárt (Deutschnationale Volkspartei, DNVP) – nacionalista-konzervatív (1918-1933)
- Német Néppárt (Deutsche Volkspartei, DVP) – nacionalista-liberális (1918-1933)
- Német Haladás Párt (Deutsche Fortschrittspartei, DFP) – baloldali-liberális (1918 előtt)
- Német Rasszista Szabadság Párt (DVFP) – antiszemita (korai Weimar időszak)
- Német Munkáspárt (Deutsche Arbeiterpartei, DAP) – a Náci Párt elődje (1919)
- Nemzeti Liberális Párt (Nationalliberale Partei – jobboldali liberális (1867-1918)
- Nemzetiszocialista Német Munkáspárt (Nationalsozialistische Deutsche Arbeiterpartei) – vagy Náci párt (NSDAP) (1919-1945)
- Haladó Néppárt (Fortschrittliche Volkspartei, FVP) – liberális (1910-1918)
- Németország Szociáldemokrata Munkáspártja ((Sozialdemokratische Arbeiterpartei Deutschlands SDAP) – baloldali (1869-1875)
- Német Szocialista Munkáspárt (SAP) – baloldali (1875-1890); SPD-szakadárok (1931-1945)

### Volt pártok a korábbi Nyugat-Németországban
- Német Párt (Deutsche Partei, DP) – Konzervatív
- Német Birodalom Párt (Deutsche Reichspartei, DRP) – szélsőjobboldali (1949-64)
- Németország Kommunista Pártja (Kommunistische Partei Deutschlands, KPD) – kommunista (1919-1956)
- Német Kommunista Párt (Deutsche Kommunistische Partei, DKP) - kommunista, a KPD elvi utódja (1968-2005)
- Szocialista Reich Párt (Sozialistische Reichspartei, SRP) – nemzetiszocialista (1949-1952)

### Pártok a korábbi Kelet-Németországban

#### A szocialista állam idején
- Kereszténydemokrata Unió (CDU) – 1945-1989)
- Német Liberális Demokrata Párt (Liberal-Demokratische Partei Deutschlands, LDPD) -1946-1990
- Német Demokratikus Parasztpárt (DBD)
- Német Nemzeti Demokrata Párt (NDPD)
- Német Szocialista Egységpárt (Sozialistische Einheitspartei Deutschlands, SED)

#### Az átalakulás időszakában
- Szövetség 90
- Szövetség Németországért
- Szabad Demokraták Egyesülete
- Demokrácia Most
- Demokratikus Ébredés
- Kelet-Német Zöld Párt
- Szabad Demokratikus Párt
- Német Fórum Párt
- Német Szociális Unió
- Kezdeményezés a Békéért és az Emberi Jogokért
- Új Fórum